# هثروپ
هثروپ (به انگلیسی: Hatherop) یک روستا و محله مدنی در بریتانیا است که در Cotswold واقع شده‌است. هثروپ ۱۹۲ نفر جمعیت دارد.

## جغرافیا
هاتروپ در بخش جنوبی Cotswolds قرار دارد، دامنه ای از تپه ها که به عنوان منطقه ای با زیبایی طبیعی برجسته تعیین شده است، و تقریباً 30 مایل (48 کیلومتر) جنوب شرقی گلاستر است. در حدود 9 مایل (14 کیلومتر) شرق Cirencester و 3 مایل (4.8 کیلومتر) شمال Fairford واقع شده است. در نزدیکی محله‌های Coln St. Aldwyns و Quenington قرار دارند. این سه روستا در حاشیه پارک عمارت قرن هفدهمی ویلیام استریپ قرار دارند. در همان نزدیکی، در غرب هاتروپ، رودخانه کولن قرار دارد که از میان کوتسولدز می گذرد.

## تاریخچه
ریشه شناسی
کتاب Domesday 1086، هاتروپ را به عنوان Etherope فهرست می‌کند،  که از انگلیسی قدیم hēah و throp به معنای "مزارع دورافتاده" مشتق شده است.
دوران ماقبل تاریخ
بارو الم، که در حدود 0.75 مایلی (1.21 کیلومتر) جنوب شرقی روستا قرار دارد، یک تومول ماقبل تاریخ است.
قرون وسطی
قدمت املاکی به سال 1066 برمی‌گردد که توسط ارل‌های سالزبری متوالی متعلق بود.
هاتروپ سه آسیاب روی رودخانه کولن داشت. حداقل دو مورد در پر کردن استفاده شد.
قرن 17 به بعد
دهکده و محله در مجاورت پارک ویلیام استریپ، یک خانه روستایی قرن هفدهمی است که محل اقامت ساحل مایکل هیکس، اولین ارل سنت آلدوین بود.
معمار و سازنده ریچارد پیس در سال 1833، Severalls را به عنوان محل سکونت برای محله ساخت. لچمیر، مجموعه‌ای از کلبه‌های ساخته شده در سال 1856، بعداً به خانه‌ای تبدیل شد و Severalls به یک خانه خصوصی تبدیل شد.
معمار هنری کلاتون همچنین کلیسای کلیسای انگلستان سنت نیکلاس را برای بارون دو مولی در 1854-1855 بازسازی کرد.
املاک هاتروپ با مساحت 3850 هکتار (1560 هکتار) توسط متولیان ارنست کوک تراست در سال 2002 از خانواده بازلی که بیش از 130 سال مالک این املاک بودند، خریداری شد. پس از مرگ سر توماس بازلی در سال 1996، فرزندان او بسیار مشتاق بودند که جامعه املاک را حفظ کنند و از تجزیه آن اجتناب کنند. آنها در آن زمان گفتند: "یکی از عوامل اصلی تصمیم ما برای فروش ملک به ارنست کوک تراست، آرزوی ما برای حفظ املاک برای نسل های آینده است. ما احساس می کنیم که فروش به ارنست کوک تراست بهترین راه برای حفظ است. ویژگی خاص آن، و همچنین حفظ طبیعت بکر روستاهای Eastleach و Hatherop، که پدر ما برای آنها بسیار ارزش قائل بود.

## آموزش و پرورش
مدرسه قلعه هاتروپ
قلعه هاتروپ اکنون یک مدرسه مقدماتی خصوصی است. قلعه هاتروپ مربوط به قرن شانزدهم یا هفدهم است، و همچنین بخشی از آن توسط هنری کلاتون برای بارون دو مولی در سال های 1850-1856 بازسازی شد.
هاتروپ دارای یک مدرسه ابتدایی کلیسای انگلستان است، که در سال 2006 دارای 68 دانش آموز بود. این بنا در سال 1856 توسط اشلی پونسونبی، پسر بارون دو مولی ساخته شد.

## حکومت داری
هاتروپ بخشی از بخش Fairford در ناحیه Cotswold است و در حال حاضر توسط مشاور کریس رابرتز و ریموند تئودولو، اعضای حزب محافظه کار، نمایندگی می شود. هاتروپ بخشی از حوزه انتخابیه Cotswold است که توسط نماینده محافظه کار جفری کلیفتون-براون در پارلمان نمایندگی می شود. قبل از خروج بریتانیا از اتحادیه اروپا در ژانویه 2020، بخشی از حوزه انتخابیه پارلمان اروپا در جنوب غربی انگلستان بود.